# ساعت برنارد
ساعت برنارد (به انگلیسی: Bernard's Watch) یک برنامه تلویزیونی بریتانیایی است، که توسط «النور کاسون» کارگردان آماتور، فیلم‌برداری و ساخته شده‌است. داستان حول یک پسر بچه‌ای می‌گذرد که می‌تواند با یک ساعت جیبی جادویی، زمان را متوقف کند. پنج سری اصلی این مجموعه از نوامبر ۱۹۹۷ تا اواسط سال ۲۰۰۱ در شبکهٔ آی‌تی‌وی توسط تلویزیون مرکزی انگلستان ساخته و پخش شده بود
در سال ۲۰۰۳ این برنامه دوباره تحت نام «برنارد» تولید شد، و دو سری جدید دیگر این مجموعه، به ترتیب در سال ۲۰۰۴ و ۲۰۰۵ ساخته و پخش شد.